# Dolna Wisłoka z Dopływami
Dolna Wisłoka z Dopływami este o arie protejată (sit de importanță comunitară — SCI) din Polonia întinsă pe o suprafață de 453,76 ha, integral pe uscat.

## Localizare
Centrul sitului Dolna Wisłoka z Dopływami este situat la coordonatele 50°03′27″N 21°21′03″E / 50.0575°N 21.3508°E.

## Înființare
Situl Dolna Wisłoka z Dopływami a fost declarat sit de importanță comunitară în octombrie 2009 pentru a proteja 16 specii de animale.

## Biodiversitate
Situată în ecoregiunea continentală, aria protejată conține 6 habitate naturale: Păduri de stejar și carpen Galio-Carpinetum, Păduri aluvionare cu Alnus glutinosa și Fraxinus excelsior (Alno-Padion, Alnion incanae, Salicion albae), Cursuri de apă de la nivel de câmpie la nivel montan, cu vegetație Ranunculion fluitantis și Callitricho-Batrachion, Râuri cu maluri nămoloase cu vegetație de Chenopodion rubri p.p. și Bidention p.p., Liziere de ierburi înalte hidrofile de câmpie și de nivel montan până la alpin, Fânețe de joasă altitudine (Alopecurus pratensis, Sanguisorba officinalis).
La baza desemnării sitului se află mai multe specii protejate:
- amfibieni (2): buhai de baltă cu burta roșie (Bombina bombina), triton cu creastă (Triturus cristatus)
- mamifere (2): castor (Castor fiber), vidră de râu (Lutra lutra)
- nevertebrate (1): Unio crassus
- pești (11): avat (Aspius aspius), Barbus carpathicus, zvârluga (Cobitis taenia), zglăvoacă (Cottus gobio), Eudontomyzon mariae, cicar (Lampetra planeri), țipar (Misgurnus fossilis), boarță (Rhodeus amarus), Romanogobio albipinnatus, dunăriță (Sabanejewia aurata), somonul (Salmo salar)